# Robin (Name)
Robin ist ein sowohl männlicher als auch weiblicher Vorname wie auch – insbesondere im französischen Sprachraum – ein Familienname.

## Herkunft und Verwendung des Namens
Der Vorname Robin oder auch Robyn (niederländisch auch Robijn) ist eine Koseform von Robert. Der Name entstand aus der Kurzform Rob mit dem altfranzösischen Diminutiv-Suffix -in.
Robin wird in Europa meist als Männername verwendet, die weiblichen Formen Robine und Robina kommen seltener vor. In den USA und Kanada ist Robin jedoch auch als weiblicher Vorname gebräuchlich. In Deutschland erfreut sich der Name seit den 1970er Jahren wachsender Beliebtheit.

## Namensträger

### Künstlername
- Robin (* 1998), finnischer Popsänger, siehe Robin Packalen
- Robyn (* 1979), schwedische Popsängerin

### Vorname
- Robin Alexander (* 1975), deutscher Journalist
- Robin Beck (* 1954), US-amerikanische Popsängerin
- Robin Bormuth (* 1995), deutscher Fußballspieler
- Robin Cook (Autor) (* 1940), US-amerikanischer Arzt und Autor
- Robin Cook (Politiker) (1946–2005), britischer Politiker
- Robin William Arthur Cook, Pseudonym Derek Raymond (1931–1994), britischer Schriftsteller
- Robin Detje (* 1964), deutscher Autor und Übersetzer
- Robin Dutt (* 1965), deutscher Fußballtrainer und -funktionär
- Robyn Rihanna Fenty (* 1988), barbadische Sängerin, siehe Rihanna
- Robin Gibb (1949–2012), britisch-australischer Popmusiker (Bee Gees)
- Robin Gosens (* 1994), deutsch-niederländischer Fußballspieler
- Robin Hack (* 1998), deutscher Fußballspieler
- Robin van Helsum (* 1992), niederländischer Hochstapler, siehe Waldjunge Ray
- Robin Hranáč (* 2000), tschechischer Fußballspieler
- Robin van Kampen (* 1994), niederländischer Schachspieler
- Robin Knoche (* 1992), deutscher Fußballspieler
- Robin M. Kowalski (* 1964), US-amerikanische Psychologin und Autorin
- Robin Lautenbach (* 1952), deutscher Fernsehjournalist
- Robin Melo (* 1987), chilenischer Fußballspieler
- Robin Morning (* im 20. Jahrhundert), US-amerikanische Skirennläuferin
- Robin van Persie (* 1983), niederländischer Fußballspieler
- Robin Ridington (* 1939), nordamerikanischer Anthropologe
- Robin de Romans, französischer Maler (14. Jahrhundert)
- Robbin Ruiter (* 1987), niederländischer Fußballtorhüter
- Robin Sarstedt (1944–2022), britischer Sänger
- Robin Schulz (* 1987), deutscher Musikproduzent
- Robin Söderling (* 1984), schwedischer Tennisspieler
- Robin Stille (1961–1996), US-amerikanische Schauspielerin
- Robin Stone (* 1962), US-amerikanische Popsängerin
- Robin Thicke (* 1977), US-amerikanischer R&B-Sänger
- Robin Ticciati (* 1983), britischer Dirigent
- Robin Warren (1937–2024), australischer Pathologe und Nobelpreisträger
- Robin Williams (1951–2014), US-amerikanischer Schauspieler
- Robin Wright (* 1966), US-amerikanische Schauspielerin
- Robin Ylitalo (* 1986), schwedischer Pokerspieler

### Familienname
- Albert Robin (1847–1928), französischer Arzt, Kunstsammler und Mäzen
- André Robin (1922–2007), französischer Bobsportler
- Armand Robin (1912–1961), französischer Schriftsteller und Übersetzer
- Arnold Robin (* 1984), französischer Autorennfahrer
- Arthur Robin (1927–2023), französischer Bodybuilder und Mister Universum
- Bernard Robin (* 1949), französischer Autorennfahrer
- Charles Robin (Unternehmer) (1743–1824), Unternehmer von der Kanalinsel Jersey
- Charles César Robin (1759–nach 1809), französischer Geistlicher und Forschungsreisender
- Charles-Philippe Robin (1821–1885), französischer Biologe und Histologe
- Christel Robin (* 1987), französische Triathletin
- Claude Robin (1941–2010), französischer Fußballspieler
- Damien Robin (* 1989), französischer Fußballspieler
- Daniel Robin (1943–2018), französischer Ringer
- Dany Robin (1927–1995), französische Schauspielerin
- Denis Robin (* 1979), französischer Radrennfahrer
- Diane Robin (* 1956), US-amerikanische Schauspielerin
- Françoise Robin (* 1968), französische Professorin für Tibetologie
- Gabriel Robin (Maler) (1902–1970), französischer Maler
- Gabriel Robin (Diplomat) (* 1929), französischer Diplomat
- Georg Robin (1522–1592), auch Joris Robijn, flämischer Architekt
- Giorgio Robin d’Ipri; siehe Georg Robin
- Gordon de Quetteville Robin (1921–2004), australischer Geophysiker und Glaziologe
- Jan Robijn; siehe Johann Robin
- Jean Robin (1550–1629), französischer Apotheker und Botaniker
- Jean Robin (Hockeyspieler), französischer Hockeyspieler
- Jean Robin (Fußballspieler) (1921–2004), französischer Fußballspieler und -trainer
- Jean-Baptiste Robin (* 1976), französischer Komponist und Organist
- Jean-Cyril Robin (* 1969), französischer Radrennfahrer
- Jean-François Robin (* 1943), französischer Kameramann
- Johann Robin (1525–1600), flämischer Architekt, Bruder von Georg Robin
- Joel Robbin (* 1941), US-amerikanischer Mathematiker
- Jonathan Robijn (* 1970), belgischer Schriftsteller
- Joris Robijn; siehe Georg Robin
- Jules Robin (1879–1957), französischer Autorennfahrer
- Leo Robin (1900–1984), US-amerikanischer Musiker
- Léon Robin (1866–1947), französischer Philosophiehistoriker
- Mado Robin (1918–1960), französische Koloratursopranistin
- Marie-Monique Robin (* 1960), französische Journalistin
- Marlena Robin-Winn (1947–2024), deutsche Medizinerin, Ärztefunktionärin und Kommunalpolitikerin
- Marthe Robin (1902–1981), französische Mystikerin
- Maxime Robin (* 1999), französischer Autorennfahrer
- Michel Robin (1930–2020), französischer Schauspieler
- Mickaël Robin (* 1985), französischer Handballspieler
- Mohamed Robin (* 1987), bangladeschischer Fußballspieler
- Muriel Robin (* 1955), französische Komikerin und Schauspielerin
- Paul Robin (1837–1912), französischer Reformpädagoge
- Pierre Robin (* 1982), französischer Judoka
- Robert Robin (1742–1809), französischer Uhrmacher
- Sid Robin (1912–1985), US-amerikanischer Textdichter und Komponist
- Silvino Robin (* 1923), brasilianischer Gewichtheber
- Vespasien Robin (1579–1662), französischer Botaniker

### Kunstfiguren
- Robin Hood, englische Sagenfigur
- Robin (Batman), Sidekick von Batman in Filmen und Comics
- Robin Masters, Schriftsteller in der Fernsehserie Magnum, siehe Magnum (Fernsehserie) #Robin Masters
- Robin Scherbatsky, Figur aus der Fernsehserie How I Met Your Mother, siehe Figuren aus How I Met Your Mother #Robin Scherbatsky
- Nico Robin aus dem Anime und Manga One Piece